# Gassel
Gassel (dialect: Gààsel) is een dorp, behorende tot de gemeente Land van Cuijk in Noord-Brabant. Op 1 januari 2023 telde het dorp 1.205 inwoners, verdeeld over 501 woningen, met een gemiddelde WOZ-waarde van € 419.000, op een oppervlakte van 6,65 km².
Het ligt tussen Grave en Beers in. Ook is Gassel de naam van een voormalige gemeente die van 1811 tot 1942 heeft bestaan. In dat jaar werd de plaats bij de gemeente Beers gevoegd. In 1994 werd de gemeente Beers verdeeld tussen de gemeenten Cuijk en Grave.

## Toponymie
Het meest waarschijnlijk is dat de naam Gassel een verbastering is van gestel. Het zou dan gaan om een hoogte tussen de rivierdalen van de Maas en de Raam. Een alternatieve verklaring is dat de naam zou afstammen van het Germaanse woord gastsali, met de betekenis: ontvangsthal, herberg.

## Geschiedenis
Gassel ligt op een donk, die zich ongeveer 1 km ten zuiden van de huidige bedding van de Maas bevindt. Op deze hoogte vond men bescherming tegen de toen nog ongetemde rivier. Ten zuiden van het huidige dorp stroomde de Beerse Maas.
In 1964 werd nabij de buurtschap Nieuw-Gassel tijdens het ploegen een bronzen kokerbijl aangetroffen uit ongeveer 800 v.Chr., de Late bronstijd. In de buurt van Gassel werden eveneens overblijfselen uit de tijd van de Merovingen gevonden, zoals sporen van een 7e-eeuwse hoeve en een viertal Merovingische waterputten.
Het dorp is ontstaan uit een groepje boerderijen aan de rand van de donk, waarvan de bewoners landbouw bedreven op kleine akkers en weilanden in de omgeving. Bestuurlijk behoorde Gassel sinds de Middeleeuwen tot het Land van Cuijk.
De oudste vermelding van Gassel dateert van 1337. Er was toen reeds sprake van een eigen laatbank.
Gassel bezat reeds een gotische kerk, die in 1847 van een Smits-orgel werd voorzien. In 1877 werd de huidige neogotische kerk ingewijd.
Bij de volkstelling van 1795 werden 308 inwoners geteld. Omstreeks 1865 woonden er in de toenmalige gemeente Gassel, volgens de zogeheten Kuiperkaart, 575 inwoners op een oppervlak van 1006 bunders. In 1972 waren dat 900 inwoners en in 2007 waren dat er 1173.
Gassel heeft een veerdienst over de Maas naar Overasselt gekend. Deze is echter al geruime tijd opgeheven.
De structuur van het dorp is, afgezien van de aanleg van de provinciale weg (N321), nauwelijks veranderd. De Dorpstraat vormt de ruggengraat van het dorp. Deze straat loopt over in de Schoolstraat. Ter hoogte van de kerk ligt het Julianaplein. Samen met de kerk vormt dit plein het centrum van het dorp.
Gedurende de jaren 30 van de 20e eeuw werd, in het kader van de werkverschaffing, de Gasselse Heide met naaldhout beplant. Hierdoor werd tevens het stuifzand vastgelegd.

## Bezienswaardigheden

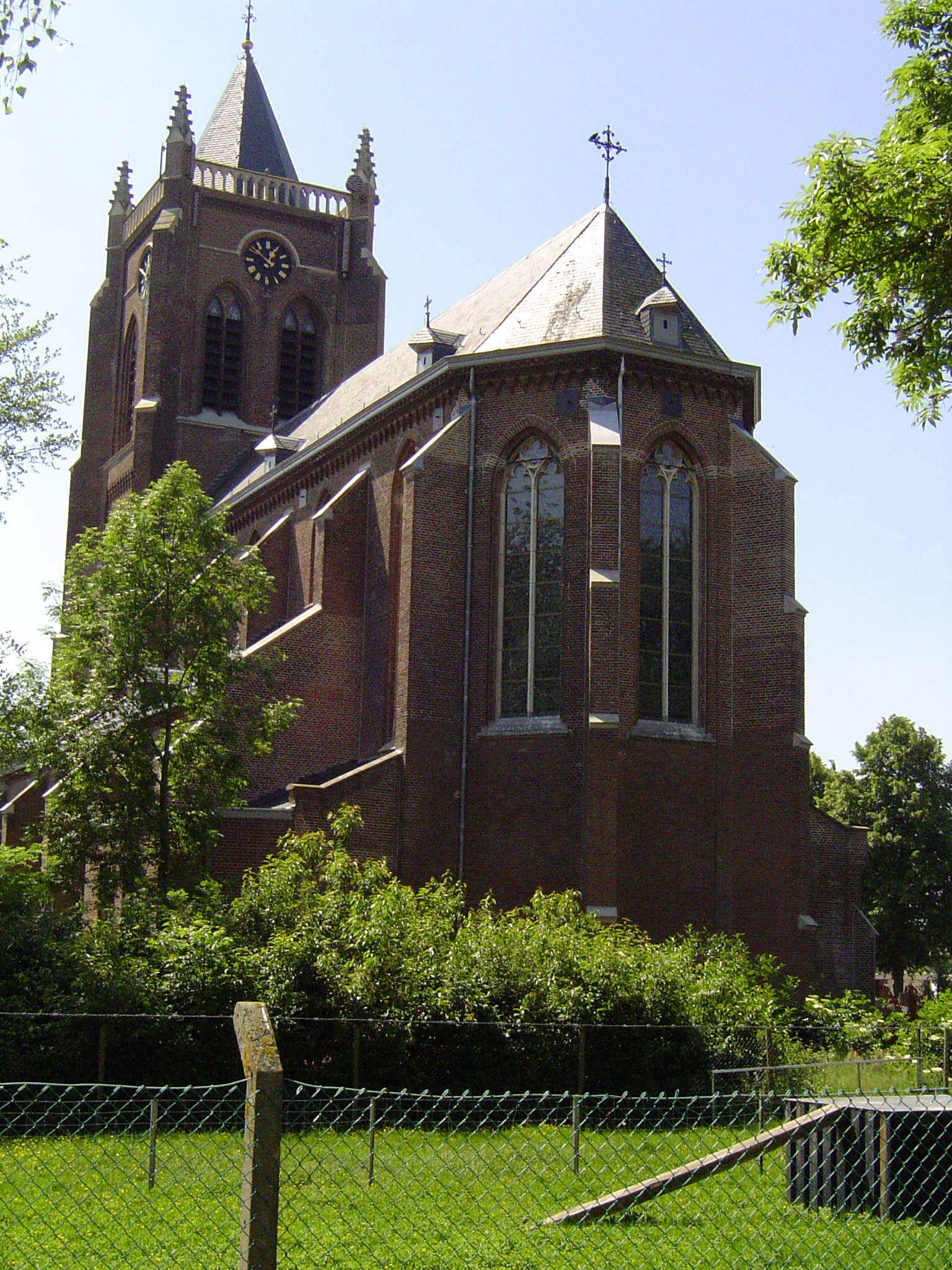
Gassel, Johannes de Doperkerk
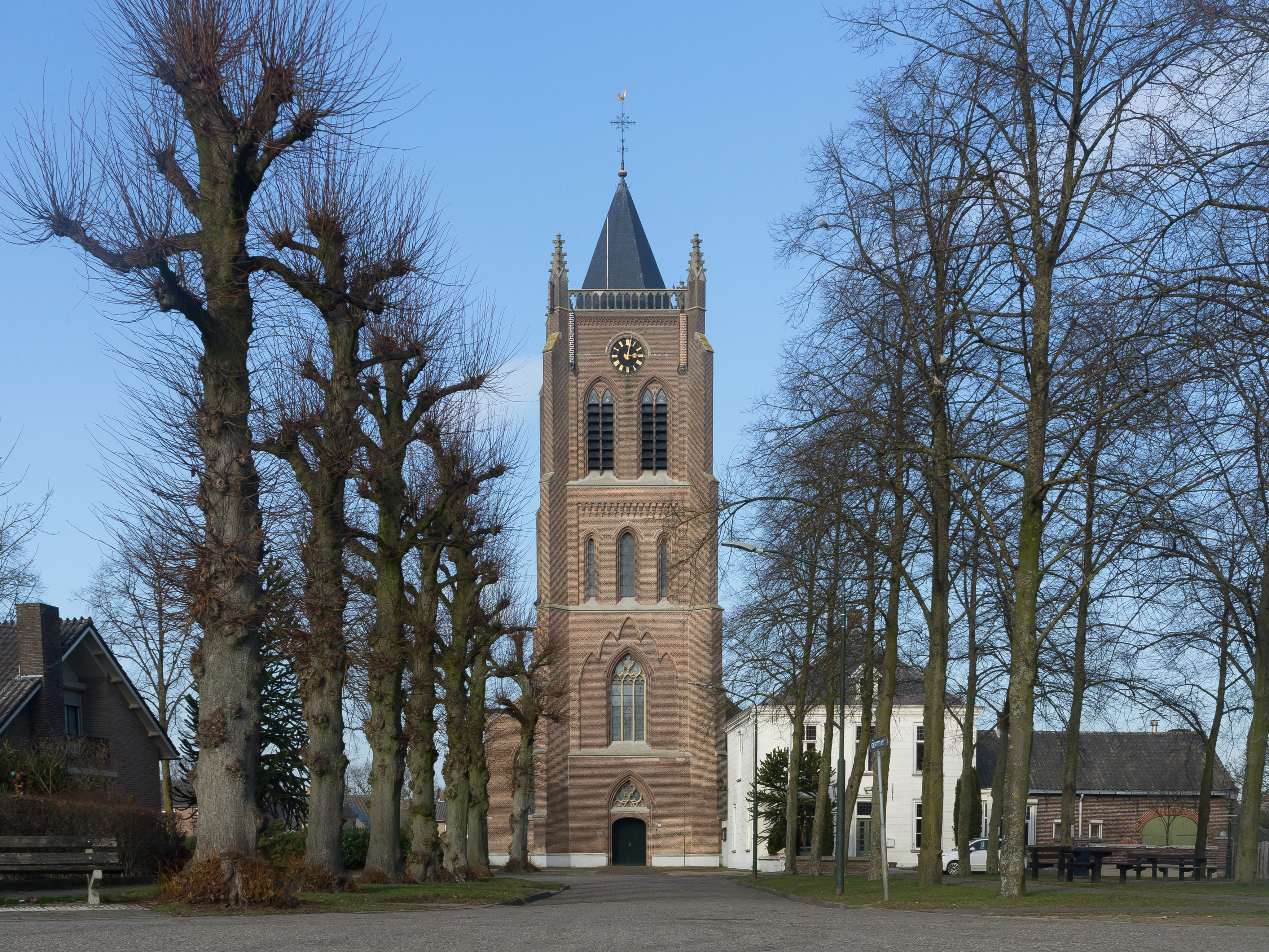
Gassel, de Sint Janskerk
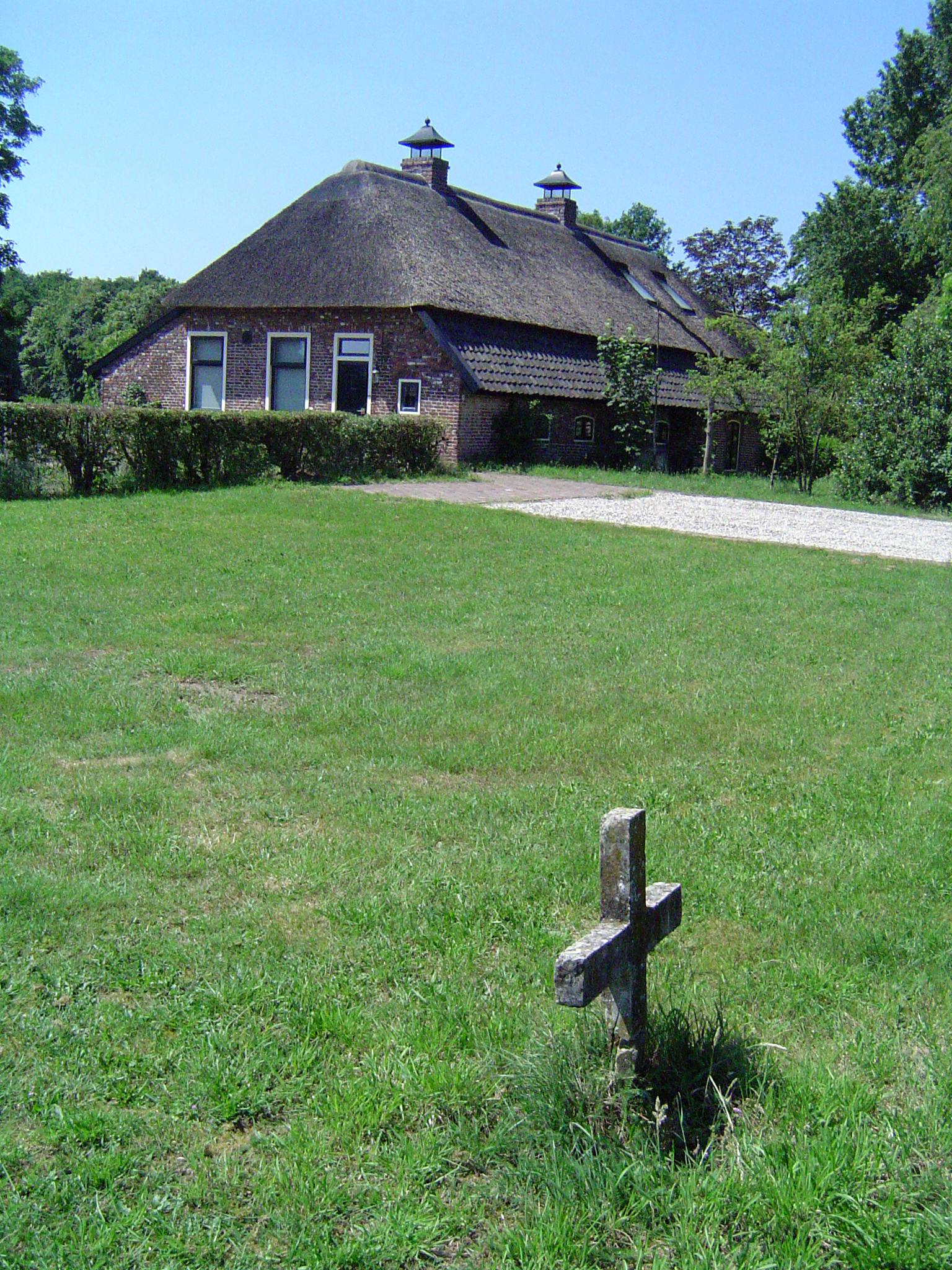
Gassel, oude boerderij met protestants graf
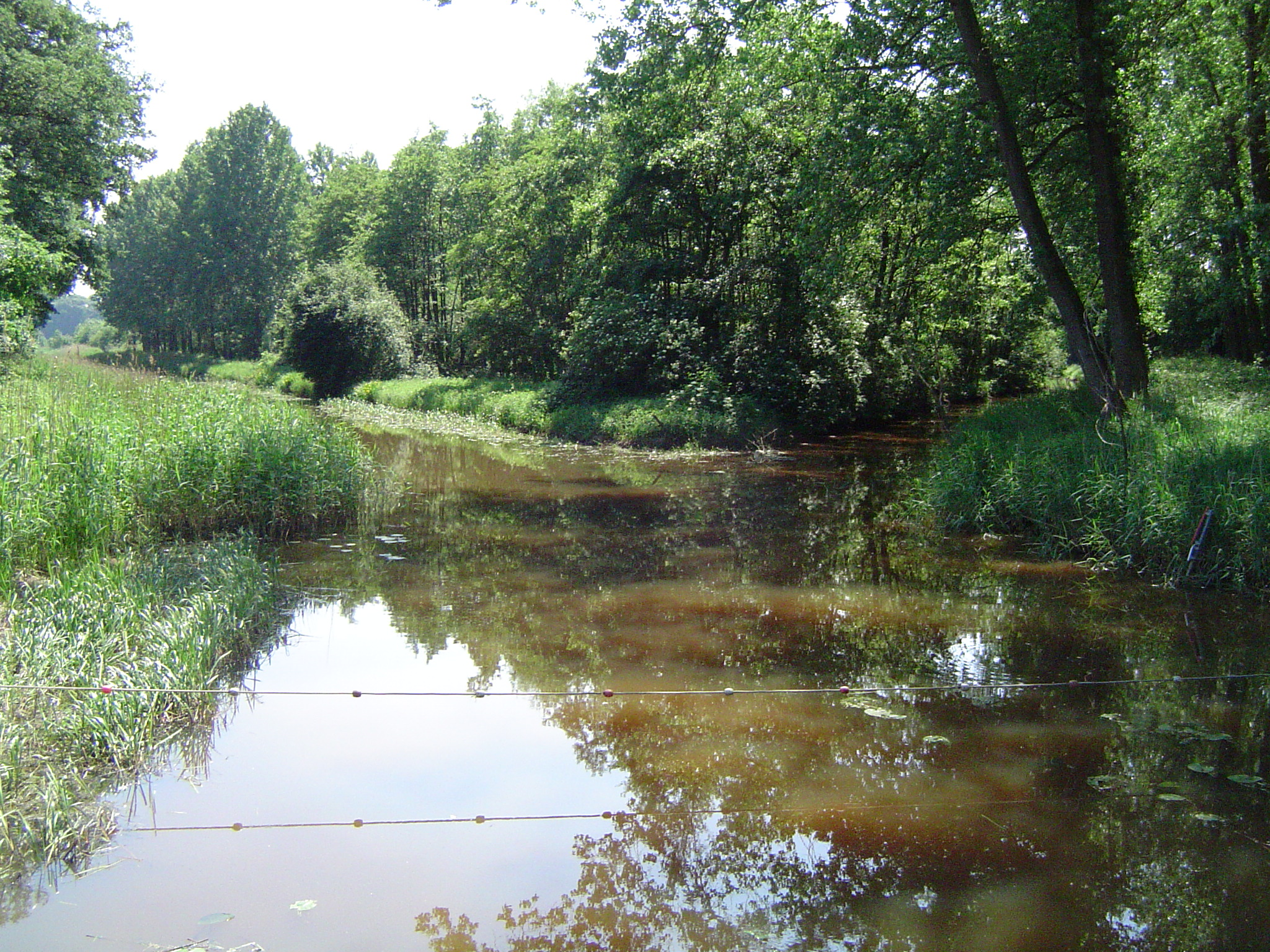
De Raam met rechts het antitankkanaal
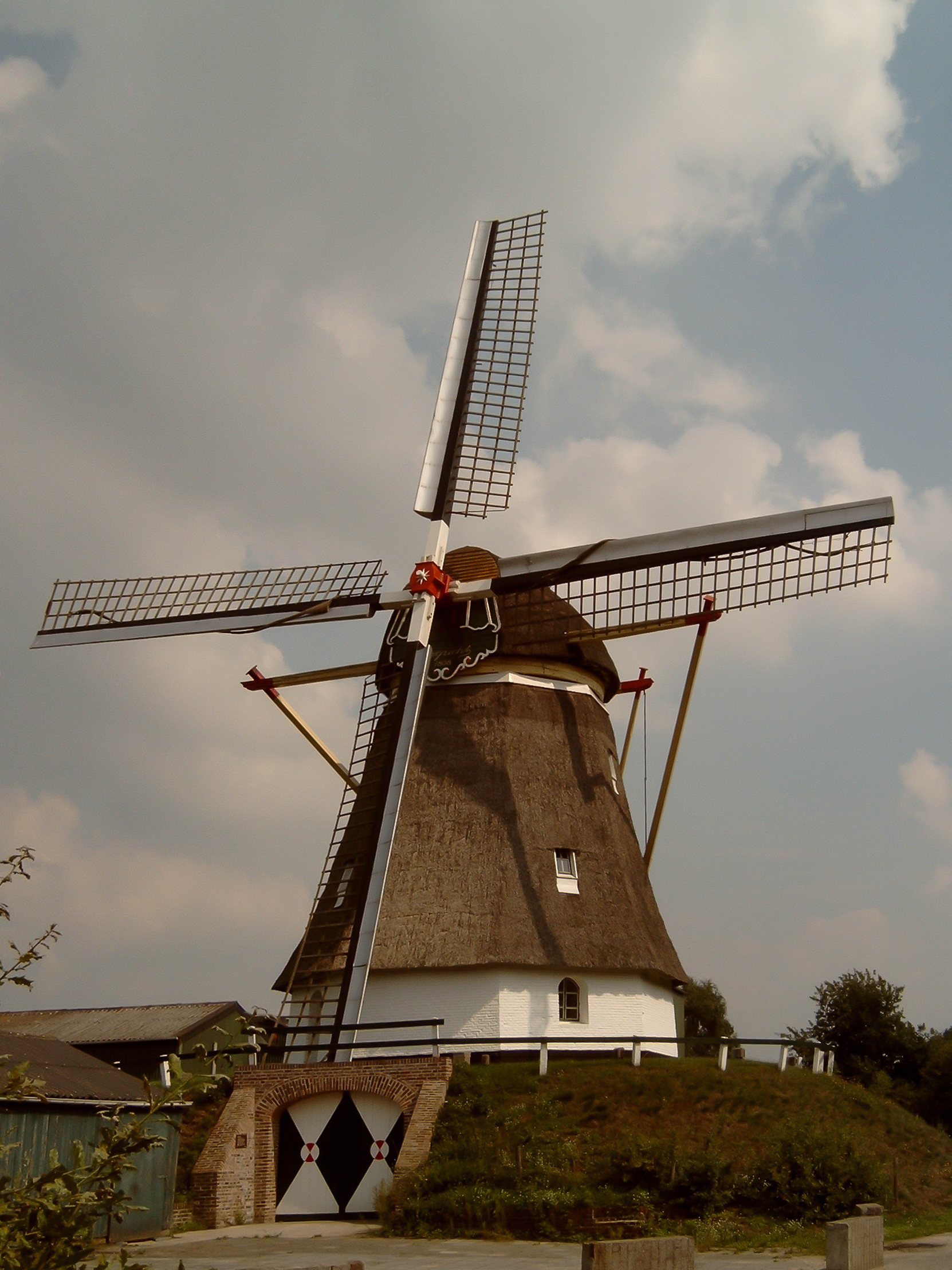
Gassel, molen Bergzicht

- Windkorenmolen Bergzicht, uit 1817.
- Johannes de Doperkerk of Sint-Janskerk, een neogotische kerk uit 1877. In de kerk bevindt zich een Smits-orgel uit 1847, dat afkomstig is uit de voorganger van deze kerk. In 1890 werd het orgel opnieuw verplaatst en van 1997-2001 vond een restauratie plaats door de firma Verschueren.

## Natuur en landschap
Gassel ligt in een overgangsgebied van de directe invloedssfeer van de Maas en de Beerse Overlaat, met rivierklei als grondsoort, en de iets hoger gelegen pleistocene zandgronden, waarvan de ten westen van Gassel gelegen Gasselse Heide een voorbeeld is.
Ten zuiden van dit voormalig heidegebied ligt het natuurgebied Vogelshoek en het natuurgebied Tongelaar en omgeving.
Enkele wielen langs de dijk van de voormalige Beerse Traverse zijn de overblijfselen van vroegere dijkdoorbraken.
De Tochtsloot is een waterloop die ten noorden van Gassel in westelijke richting stroomt en tussen Gassel en Grave in de Maas uitmondt.
Ten noordoosten van Gassel strekken zich de Kraaijenbergse Plassen uit, waarvan het meest westelijke deel tegenwoordig een natuurgebied is.

## Bedrijvigheid
De bevolking van Gassel heeft eeuwenlang de landbouw als voornaamste bestaansmiddel gekend. Gedurende de tweede helft van de 20e eeuw raakte men meer en meer aangewezen op werkgelegenheid in de regio. De toenemende mobiliteit heeft echter ook het voorzieningenbestand gedecimeerd. Tegen het begin van de 21e eeuw waren vrijwel alle middenstandszaken verdwenen.

## Verenigingen
| Sport     | Faciliteiten                                  | Vereniging          |
| --------- | --------------------------------------------- | ------------------- |
| Tennis    | 3 kunstgrasbanen                              | T.V. EDOS           |
| Vissen    | Visvijver Nymphaeion wiel (aan de Meisevoort) | HSV 't Hengeltje    |
| Biljarten | Gemeenschapshuis de Viersprong                | B.V. Ons Genoegen   |
| Biljarten | Gemeenschapshuis de Viersprong                | B.V. Gilde Sint Jan |
| Biljarten | Gemeenschapshuis de Viersprong                | B.V. d’n Dinsdag    |
| Biljarten | Gemeenschapshuis de Viersprong                | B.V. café Hanneke   |
| Biljarten | Gemeenschapshuis de Viersprong                | B.V. D'n Huuskamer  |

Gassel heeft een dorpshuis met een sportzaal. Deze zaal wordt niet alleen door verenigingen gebruikt; ook de leerlingen van basisschool De Bongerd (voorheen Sint Jansschool) gebruiken de zaal voor de gymnastieklessen. De basisschool ligt aan de Schoolstraat.
Gassel heeft een uitgebreid verenigingsleven.
- Biljartvereniging Ons Genoegen
- Biljartvereniging Gilde Sint Jan
- Biljartvereniging d’n Dinsdag
- Biljartvereniging café Hanneke
- Biljartvereniging D'n Huuskamer
- Carnavals Vereniging 'De Ezels'
- Harmonie Meer Vreugd
- Hengelsportvereniging HSV 't Hengeltje
- Hofkapel De Notenbalkers
- Jeugdvereniging de Bosrakkers
- Jeugdvereniging Uutdekluute
- Stichting Dorpsraad Gassel
- Schuttersgilde Sint Jan
- Tennisvereniging EDOS (Een Door Onze Sport) (opgericht in 1978)
- Toer- en wielerclub de Tweewielers Gassel
- Voetbalvereniging Gassel (opgericht in 1946)
- Zaalsportvereniging Gassel, afd. badminton

Voormalige vereniging
- Judovereniging Chikara[5]

## Geboren in Gassel
- Josephus Hendrikus Bardoel, politicus
- Toon van Raaij, politicus
- Agnes Schaap, politicus
- Piet Walboomers, politicus

## Nabijgelegen kernen
- Grave
- Beers
- Escharen